# Peter Rono
Peter Kipchumba Rono (* 31. července 1967 Kapsabet) je bývalý keňský atlet, běžec, který se věnoval středním tratím, olympijský vítěz v běhu na 1 500 metrů z roku 1988.
Ve svých 19 letech získal stříbrnou medaili v běhu na 1 500 metrů na mistrovství světa juniorů v Athénách v roce 1986. O rok později startoval na světovém šampionátu v Římě, kde ve stejné disciplíně skončil v semifinále. Svého životního maxima dosáhl na olympiádě v Soulu v roce 1988, kde nečekaně porazil všechny favority a stal se olympijským vítězem v běhu na 1 500 metrů.
Další výrazné úspěchy na vrcholných atletických soutěžích už nedosáhl. Po skončení aktivní sportovní kariéry se stal trenérem.

## Osobní rekordy
- 1 500 metrů - 3:35,96 (1988)
- 1 míle - 3:51,41 (1991)